# 162-я пехотная дивизия (вермахт)
162-я пехотная дивизия (нем. 162. Infanterie-Division) — тактическое соединение сухопутных войск вооружённых сил нацистской Германии периода Второй мировой войны. Сформирована 1 декабря 1939 года.

## Боевой путь дивизии
В 1941 году — в составе 9-й армии (в группе армий «Центр») — бои в Белоруссии, затем бои в районе Смоленска, Вязьмы и Калинина (ныне Тверь).
В 1942 году — бои в районе Ржева.
В мае 1942 — остатки дивизии отведены в Германию, штаб дивизии был передан для формирования 162-й (тюркской) пехотной дивизии.

## Состав дивизии
- 303-й пехотный полк
- 314-й пехотный полк
- 329-й пехотный полк
- 236-й артиллерийский полк
  - противотанковый артиллерийский дивизион
  - сапёрный батальон
  - батальон связи

## Командир дивизии
- генерал-лейтенант Герман Франке

## Персоны
- полковник Будт
- майор Казак
- капитан Калнберг
- обер-лейтенанты Гартман, Петере, Кригер, Гиснар
- лейтенант Ланкер;